# Emmalou
Emmalou er en dansk kortfilm fra 2006 med instruktion og manuskript af Caroline Sascha Cogez.

## Handling
På et krydstogtskib fyldt med ensomme mennesker arbejder Emmalou som tjener. Hun sørger over tabet af sin kæreste, som omkom i en ulykke et år tidligere. En udklædt lille dreng stiger en dag på skibet og forsøger at få kontakt med Emmalou. Deres møde er med til at skubbe Emmalou i gang med et nyt kapitel i hendes liv.

## Medvirkende
- Gry Guldager Jensen - Emmalou
- David Dencik - Eric
- Sami Paludan Møller - Caspar
- Henrik Koefoed - Personalechef
- Gry Bay - Carla
- Anders Mossling - Henning
- Ellen Nyman - Anna
- Troels II Munk - Mand i bar
- Nicolas Bro - Mand i natklub
- Stig Hoffmeyer - Personalechef
- Philippe L. Christiansen - 1. styrmand